# Michael Kahn
Pour les articles homonymes, voir Kahn.
Michael Kahn, né le 8 décembre 1935 à New York, est un chef monteur américain.
Il travaille sur la plupart des films de Steven Spielberg, depuis Rencontres du troisième type, mais établit parallèlement les montages de diverses productions américaines, et notamment celles ayant de très gros budgets, à l'image de Tomb Raider, Pirates des Caraïbes, Twister ou encore Poltergeist.

## Biographie
Il débuta aux Studios Desilu où il monta plus d'une centaine des épisodes de la série comique Stalag 13. Mais se dirigea ensuite vers le cinéma, en montant, en 1977, Rencontres du troisième type, de l'encore jeune et presque inconnu Steven Spielberg. C'est le début d'une longue collaboration, qui verra naître la saga Indiana Jones, Jurassic Park, le soldat Ryan et qui atteindra des sommets lorsqu'il sera couronné d'un Oscar pour les montages des Aventuriers de l'arche perdue, de La Liste de Schindler et d'Il faut sauver le soldat Ryan. En plus des montages des films du très prolifique Spielberg, Michael Kahn a monté les films d'autres réalisateurs comme Jan de Bont, mais restant le plus souvent dans le milieu de Hollywood.

## Filmographie

### Cinéma
- 1969 : The Activist de Art Napoleon

#### Années 1970
- 1971 : Touch Me d'Anthony Spinelli
- 1972 : Wild in the Sky (en) de William T. Naud
- 1972 : Fureur noire (Trouble Man) de Ivan Dixon
- 1972 : Rage de George C. Scott
- 1973 : Notre agent de Harlem (The Spook Who Sat by the Door) de Ivan Dixon
- 1974 : La Ceinture noire (Black Belt Jones) de Robert Clouse
- 1974 : Buster and Billie de Daniel Petrie et Sidney Sheldon
- 1974 : Truck Turner & Cie. de Jonathan Kaplan
- 1974 : L'aventurière de Hong-Kong (Golden Needles) de Robert Clouse
- 1974 : The Savage Is Loose de George C. Scott
- 1974 : Goodnight Jackie de Jerry London
- 1975 : La Pluie du diable (The Devil's Rain) de Robert Fuest
- 1975 : New York ne répond plus (The Ultimate Warrior) de Robert Clouse
- 1976 : Nom de code: Zebra (The Zebra Force) de Joe Tornatore
- 1976 : La Revanche d'un homme nommé Cheval (The Return of a Man Called Horse) de Irvin Kershner
- 1977 : Rencontres du troisième type (Close Encounters of the Third Kind) de Steven Spielberg
- 1978 : Les Yeux de Laura Mars (Eyes of Laura Mars) de Irvin Kershner
- 1978 : Château de rêves (Ice Castles) de Donald Wrye

#### Années 1980
- 1980 : 1941 de Steven Spielberg
- 1980 : La Grosse Magouille (Used Cars) de Robert Zemeckis
- 1980 : Les Aventuriers de l'arche perdue (Raiders of the Lost Ark) de Steven Spielberg
- 1982 : Poltergeist de Tobe Hooper
- 1983 : Table for Five de Robert Lieberman
- 1983 : La Quatrième Dimension (Twilight Zone: The Movie) (film collectif)
- 1984 : Indiana Jones et le Temple maudit (Indiana Jones and the Temple of Doom) de Steven Spielberg
- 1984 : Falling in Love d'Ulu Grosbard
- 1985 : Les Goonies (The Goonies) de Richard Donner
- 1985 : La Couleur pourpre (The Color Purple) de Steven Spielberg
- 1986 : Wisdom de Emilio Estevez
- 1987 : Liaison fatale (Fatal Attraction) d'Adrian Lyne
- 1987 : Empire du soleil (Empire of the Sun) de Steven Spielberg
- 1989 : Arthur 2 : Dans la dèche (Arthur 2: On the Rocks) de Bud Yorkin
- 1989 : Indiana Jones et la Dernière Croisade ('Indiana Jones and the Last Crusade) de Steven Spielberg
- 1989 : Always - Pour toujours (Always) de Steven Spielberg

#### Années 1990
- 1990 : Arachnophobie (Arachnophobia) de Frank Marshall
- 1991 : L'École des héros (Toy Soldiers) de Daniel Petrie Jr.
- 1991 : Hook ou la Revanche du Capitaine Crochet (Hook) de Steven Spielberg
- 1993 : Les survivants (Alive) de Frank Marshall
- 1993 : Jurassic Park de Steven Spielberg
- 1993 : La Liste de Schindler (Schindler's List) de Steven Spielberg
- 1995 : Casper de Brad Silberling
- 1996 : Twister de Jan de Bont
- 1997 : Le Monde perdu : Jurassic Park (The Lost World: Jurassic Park) de Steven Spielberg
- 1997 : Amistad de Steven Spielberg
- 1998 : Il faut sauver le soldat Ryan (Saving Private Ryan) de Steven Spielberg
- 1999 : Hantise (The Haunting) de Jan de Bont

#### Années 2000
- 2000 : Piège fatal (Reindeer Games) de John Frankenheimer
- 2001 : A.I. Intelligence artificielle (Artificial Intelligence: A.I.) de Steven Spielberg
- 2002 : Minority Report de Steven Spielberg
- 2002 : Arrête-moi si tu peux (Catch Me If You Can) de Steven Spielberg
- 2002 : Lara Croft : Tomb Raider, le berceau de la vie (Lara Croft Tomb Raider: The Cradle of Life) de Jan de Bont
- 2003 : Peter Pan de P.J. Hogan
- 2004 : Le Terminal (The Terminal) de Steven Spielberg
- 2004 : Les Désastreuses Aventures des orphelins Baudelaire (Lemony Snicket's A Series of Unfortunate Events) de Brad Silberling
- 2005 : La Guerre des mondes (War of the Worlds) de Steven Spielberg
- 2005 : Munich de Steven Spielberg
- 2006 : 10 Items or Less de Brad Silberling
- 2008 : Les chroniques de Spiderwick (The Spiderwick Chronicles) de Mark Waters
- 2008 : Indiana Jones et le Royaume du crâne de cristal (Indiana Jones and the Kingdom of the Crystal Skull) de Steven Spielberg

#### Années 2010
- 2010 : Prince of Persia : Les Sables du Temps (Prince of Persia: The Sands of Time) de Mike Newell
- 2010 : Pirates des Caraïbes : La Fontaine de jouvence (Pirates of the Caribbean: On Stranger Tides) de Rob Marshall
- 2011 : Les Aventures de Tintin : Le Secret de La Licorne (The Adventures of Tintin : The Secret of the Unicorn) de Steven Spielberg
- 2011 : Cheval de guerre (War Horse) de Steven Spielberg
- 2012 : Lincoln de Steven Spielberg
- 2014 : Le Septième Fils (Seventh Son) de Sergei Bodrov
- 2015 : Le Pont des Espions (Bridge of Spies) de Steven Spielberg
- 2016 : Le Bon Gros Géant (The BFG) de Steven Spielberg
- 2017 : Pentagon Papers (The Post) de Steven Spielberg
- 2018 : Ready Player One de Steven Spielberg

#### Années 2020
- 2021 : West Side Story de Steven Spielberg
- 2022 : The Fabelmans de Steven Spielberg

### Télévision

#### Séries télévisées
- 1967-1968 : Stalag 13 (2 épisodes)
- 1971 : Doris comédie (The Doris Day Show) (2 épisodes)
- 1976 : Eleanor and Franklin (2 épisodes)
- 2013 : The Bridge (épisode The Crazy Place)

#### Téléfilms
- 1970 : Night Slaves de Ted Post

## Distinctions

### Récompenses
- Oscars 1982 : Oscar du meilleur montage pour Les Aventuriers de l'arche perdue
- Oscars 1994 : Oscar du meilleur montage pour La Liste de Schindler
- Oscars 1999 : Oscar du meilleur montage pour Il faut sauver le soldat Ryan
- Saturn Awards 2017 : Saturn Award du meilleur montage pour Le Bon Gros Géant
- Critics' Choice Movie Awards 2022 : Critics' Choice Movie Award du meilleur montage pour West Side Story

### Nominations
- Oscars 1978 : Oscar du meilleur montage pour Rencontres du troisième type
- Oscars 2006 : Oscar du meilleur montage pour Munich
- Oscars 2013 : Oscar du meilleur montage pour Lincoln